# Nemoria rosae
Nemoria rosae là một loài bướm đêm trong họ Geometridae.